# Fort McDermitt-i pajút és soson törzs

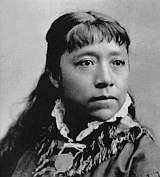
Sarah Winnemucca aktivista és író

A rezervátum elhelyezkedése

A Fort McDermitt-i pajút és soson törzs az északi pajút és nyugati soson indiánok szövetségileg elismert szervezete. Rezervátumuk az USA Oregon és Nevada államaiban található: Oregonban 6618, Nevadában pedig 7700 hektáron nyúlik el.
Egy 2016 októberi szövetségi rendelet alapján a rezervátum 7700 hektárral bővült; az új területen tilos a szerencsejáték.
A törzs a kereszténység mellett az Új Gondolat mozgalom híve, emellett életükben fontos szerepet tölt be a naptánc.

## Rezervátum

### Elhelyezkedése
Az oregoni Malheur és a nevadai Humboldt megyékben fekvő rezervátum a McDermit-erőd korábbi területén található, amely az őslakosok nyaralóhelye volt.

### Története
A McDermit-erőd nevét az indiánok által megölt Charles McDermitről kapta.
A pajútok nevadai, oregoni és idahói csoportja északi pajút néven lett ismert; ők kulturálisan kötődnek a térségben élő többi törzshöz.
Az erőd 1889-ben zárt be. A rezervátumot 1936-ban alapította a szövetségi kormány; az őslakosoknak a hagyományos, törzsi vezetés helyett képviselőket kellett választaniuk.

## Népesség
2010-ben a rezervátumban 313-an éltek (közülük 42-en McDermittben).

## Közigazgatás
A törzs alkotmányát 1936. május 6-án fogadták el; a 65 szavazásra jogosultból 56-an voksoltak igennel. A törzsi tanácsot az elnökből és nyolc képviselőből (köztük egy alelnökből) áll.
A területen élő törzsi tagok száma meghaladja a „belépett” személyekét. Az alkotmány némileg ellentmondásosan az alábbiak szerint határozza meg a törzsi tag fogalmát:
- az eredeti, 1936-ban beköltözők
- a rezervátum lakóhellyel rendelkező leszármazottaik
- legalább 25%-ban indián származású gyermekek, akiknek mindkét szülője törzstag

Az alkotmány a törzsi tanács számára két csoport beléptetését teszi lehetővé: az 1980-as években a szövetségi hatóságok javasolták, hogy a törzs fogadjon el egy befogadó nyilatkozatot, amelynek elbírálására a tanácsnak van jogköre; azonban a rendelet nem vette figyelembe a törzsi tagság definícióját.

## Beszélt nyelv
Az északi pajút nyelvet legnagyobb arányban Fort McDermitt közelében használják. Az itt élő gyermekek 20–30%-a beszéli a nyelvet.

## Település
- Fort McDermitt (Nevada)

## Nevezetes személyek
- Sarah Winnemucca, író, aktivista[12][13]
- Winnemucca törzsfőnök, Sarah édesapja, a pajútok hadvezére[14]

## Fordítás
- Ez a szócikk részben vagy egészben  a   Fort McDermitt Paiute and Shoshone Tribe című angol Wikipédia-szócikk ezen változatának fordításán alapul.  Az eredeti cikk szerkesztőit annak laptörténete sorolja fel. Ez a jelzés csupán a megfogalmazás eredetét és a szerzői jogokat jelzi, nem szolgál a cikkben szereplő információk forrásmegjelöléseként.